# Jagdgeschwader 7

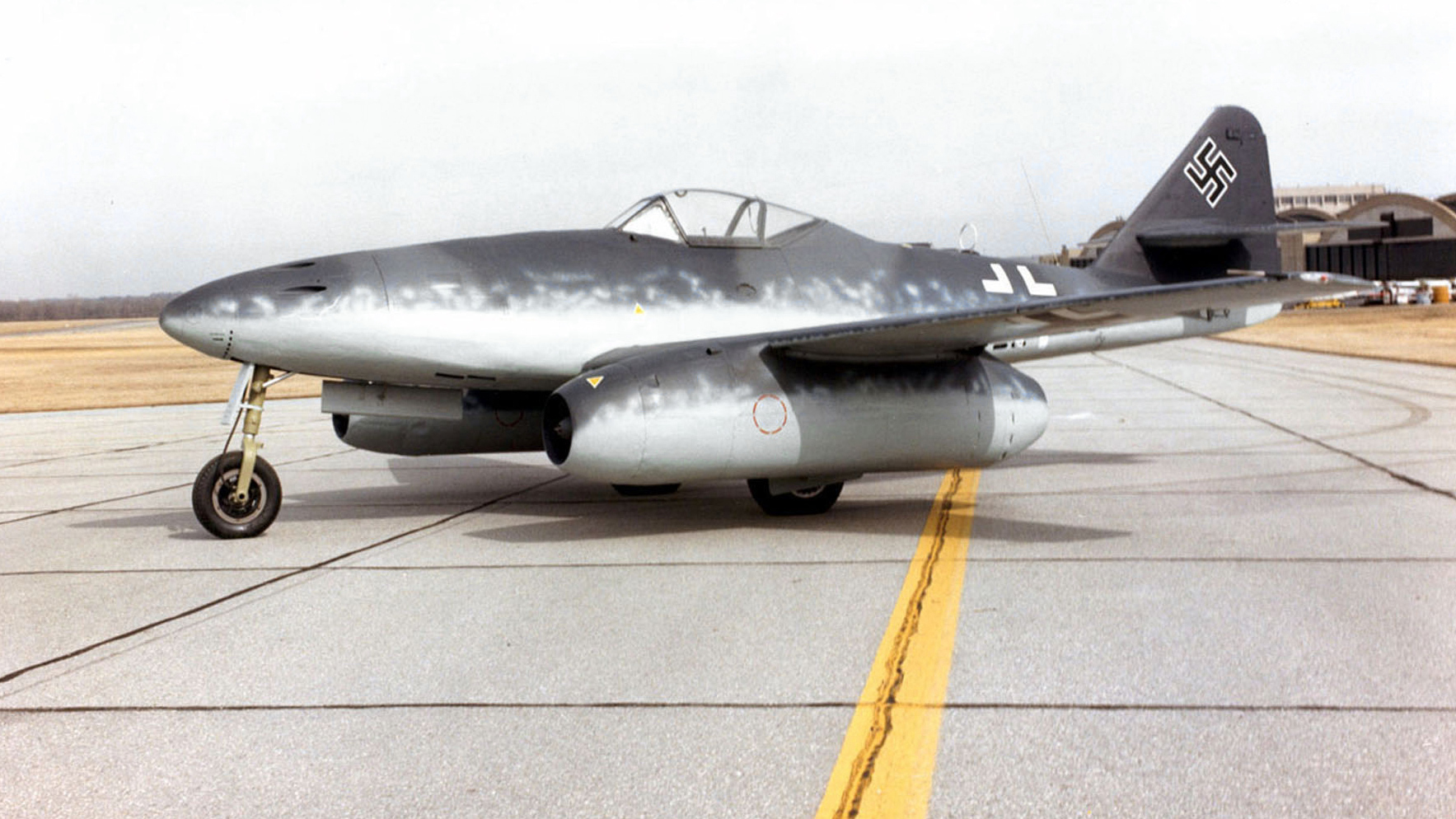
Ukořistěný proudový letoun Me 262A, který je v současnosti vystaven v Národním muzeu Spojených států

Jagdgeschwader 7 „Nowotny“ (zkr.: JG 7) byla stíhací eskadra německé Luftwaffe za druhé světové války a první jednotka na světě vyzbrojená proudovými letouny. Vznikla na podzim roku 1944 a sloužila až do kapitulace Německa v květnu 1945. Vyzbrojena byla výhradně proudovými stíhačkami Messerschmitt Me 262, přezdívanými „vlaštovka“ (německy: Schwalbe). 

## Historie
JG 7 byla vytvořena pod velením Obersta (~ plukovník) Johannese Steinhoffa a její součástí bylo i tzv. Kommando Nowotny (původně určené k testování Me 262), které dostalo označení III. Gruppe Jagdgeschwader 7 (zkr.: III./JG 7). Tato Gruppe, jíž velel Major Erich Hohagen, byla jedinou částí JG 7, schopnou skutečného bojového nasazení proti spojeneckým jednotkám. Během celé své existence trpěla JG 7 neustálým nedostatkem paliva a velmi nepravidelnou dodávkou nových letadel. Značným problémem byly i časté nehody, jelikož němečtí piloti neměli dostatek zkušeností s ovládáním takto přelomového a nekonvenčního letadla, jakým byl Me 262.
Technické problémy a nedostatek zásob umožňoval nasazení jen v malé míře. Obvykle se letadla vydávala jen na tzv. „volný lov“ (něm.: Freie Jagd) o počtu maximálně 4 až 6 kusů a jejich hlavním cílem byly svazy spojeneckých bombardérů. 
Na konci února 1945 měla JG 7 na svém kontě sestřely 45 čtyřmotorových bombardérů a 15 stíhaček, takový počet byl ovšem příliš nízký na to, aby jakkoli vážněji ovlivnil spojeneckou vzdušnou ofenzívu. Během března 1945 mohla JG 7 díky lepšímu zásobování podnikat rozsáhlejší bojové operace proti spojeneckým bombardovacím svazům. Podnikla celkem 28 bojových misí, přičemž sestřelila osm spojeneckých bombardérů (ztratila jeden Me 262). 18. března podnikla III./JG 7 největší operaci ve své historii, když v počtu 37 letounů Me 262 zaútočila na svaz 1200 bombardérů, navíc střežených více než 600 stíhačkami. Tato mise získala i další prim, jelikož při ní němečtí piloti poprvé použili nové rakety vzduch–vzduch s označením R4M. III./JG 7 během této mise dosáhla sestřelu dvanácti bombardérů a jedné stíhačky, sama ztratila tři Me 262.
Určit přesný počet vítězství, kterých III./JG 7 dosáhla, je značně komplikované, jelikož se na konci války ztratilo mnoho záznamů a dokumentů. Zdokumentováno je 136 sestřelů, pozdější výzkumy ovšem předpokládají, že jich mohlo být až 420.

## Velitelé

### Geschwaderkommodore
- Oberstleutnant Johannes Steinhoff, od 1. ledna 1944
- Major Theodor Weissenberger, od 1. ledna 1945
- Major Rudolf Sinner, od 19. února 1945